# À l'aube (Hermans)
À l'aube est un tableau réalisé en 1875 par Charles Hermans et conservé depuis 1881 aux Musées royaux des Beaux-Arts de Belgique. Il mesure 248 × 317 cm.

## Description
Charles Hermans évoque son œuvre de la sorte : 

« J'ai cherché à être aussi sincère que possible, tout en évitant d'être à la fois trop sentimental et trop réaliste. Je me suis mis en quelque sorte à la place des ouvriers de l'avant-plan qui, frais et dispos, se rendent paisiblement au travail le matin, alors que les débauchés, en habit noir, sortent bruyamment des bouges dorés où ils ont passé la nuit. Je me suis même, un lendemain de carnaval, levé avant le soleil pour assister au défilé de mes acteurs. J'ai reproduit la scène absolument comme elle a fait impression sur mon imagination, me contentant de rester aussi simple que possible. On a prétendu que mon tableau avait une portée socialiste. C'est une erreur. Je n'ai jamais songé à ennoblir l'ouvrier en montrant la décadence du débauché. Et c'est même pour cela que j'ai renoncé à mon idée première de faire de l'une des grandes vicieuses sortant du cabinet particulier la sœur de l'ouvrière marchant à côté de son mari. L'exécution de cette idée aurait, en effet, nécessité un jeu de physionomie qui me paraissait légèrement sentimental et trop romantique »

— Maurice Sulzberger, Guide illustré de Bruxelles.
La signature datée de 1875 se trouve en bas à gauche.

## Histoire
Le tableau a été peint en 1875 et fait partie des trois œuvres présentées par Charles Hermans au Salon de Bruxelles de 1875 qui se tient du 23 août au 15 novembre dans un bâtiment provisoire érigé place du Petit Sablon. L'œuvre est exposée pour la première fois au public aux côtés de deux autres toiles de l'artiste : Sur la plage le matin et Sur la terrasse.
Dès l'ouverture du Salon des beaux-arts de Bruxelles, À l'aube fait l'objet de pourparlers au sein de la commission directrice de l'exposition pour proposer son acquisition par le gouvernement en vue de son entrée dans les collections des Musées royaux des Beaux-Arts de Belgique, mais les négociations s'avèrent défavorables dans un premier temps. Après la fermeture du Salon de Bruxelles, la toile est exposée en Allemagne, où elle suscite la polémique, puis au Salon de peinture et de sculpture à Paris en 1876, et ensuite à l'Exposition universelle de Paris de 1878. Ce n'est qu'en 1881 que l'œuvre, acquise directement de l'artiste, entre au musée des beaux-arts,.

## Contexte et réception critique

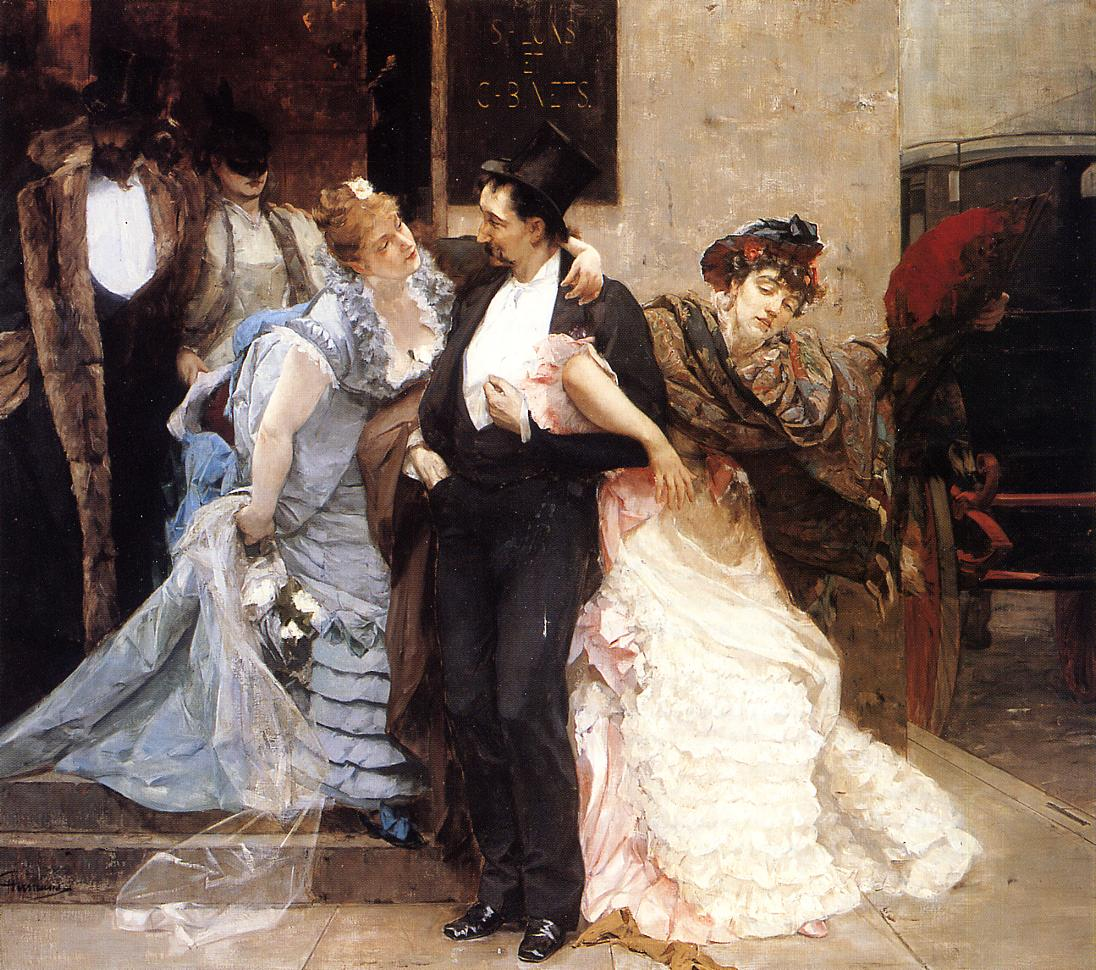
Détail de l'œuvre.

À l'aube est traditionnellement considérée comme l'une des œuvres fondatrices du réalisme et une grande œuvre à caractère naturaliste.
Dès l'ouverture du Salon de 1875, le tableau attire l'attention du public. Le critique d'art Jean Rousseau estime que la toile est superbe, inscrite dans l'étude de figure en plein air, telle que la prône l'école moderne. Cette composition si vaste, si compliquée se soutient parfaitement. La couleur est d'une grande souplesse dans sa gamme discrète et grise. Son réalisme prend sous ses types et tous ses effets sur le vif, mais il sait choisir et s'accompagne d'infiniment de goût et d'élégance et d'un talent d'arrangement et d'ordonnance. Les qualités de ce tableau font entrer définitivement son jeune auteur dans l'état-major des maîtres contemporains. Le refus - à parité des voix - de cette toile capitale pour les collections de l'État s'explique par ses adversaires en raison de l'antithèse trop connue entre le monde des travailleurs et celui des désœuvrés et au vu de son grand format qui aurait dû être de dimensions plus réduites réservées aux scènes de genre.
Jean Rousseau considère que la doctrine même du réalisme consiste à représenter la vie ordinaire, les mœurs et les types contemporains et qu'elle revêt autant d'importance que celle de n'importe quel fait historique. Le musée doit résumer toutes les évolutions de l'art, mettre en parallèle toutes les tendances, tous les systèmes ; qu'il ne saurait être utile et devenir un enseignement sérieux à ce prix. Si l'on veut montrer le réalisme, il faut évidemment le représenter dans toute la rigueur de ses principes et par une de ses grandes toiles, où il s'applique à donner aux faits et aux types de la vie commune la même portée que les victoires, conquêtes et miracles sur lesquels roulent les thèmes classiques. Cette doctrine n'est pas nouvelle. Les réalistes de tous les temps l'ont professée, Rembrandt et Vélasquez en tête.
La reconnaissance officielle de l'artiste est sa nomination en qualité de chevalier de l'ordre de Léopold, peu après la fermeture du Salon, en vertu de l'arrêté royal du 18 novembre 1875.
Au Salon de peinture et de sculpture de Paris de 1876, le critique F. De Launay voit dans l'œuvre « un grand tableau parisien qui a la prétention d'être de la peinture sociale, alors que ce n'est que de la peinture socialiste. »
En revanche, pour Pierre Baudson, si la prestation spectaculaire du peintre force à regarder d’une autre façon, le tableau n'a pas été conçu comme un pamphlet politique.